# Pla Guillem
Le pla Guillem (parfois orthographié pla Guilhem) est un petit plateau situé dans la partie orientale des Pyrénées françaises, entre 2 200 et 2 300 m d'altitude, sur les communes de Py et Casteil. Il constitue la limite occidentale du massif du Canigou. En léger contrebas, dans la partie nord, se trouve le refuge du Pla Guillem.
Légèrement incliné vers le nord-ouest, il surplombe, au sud-est, les pentes plus prononcées du Vallespir et de Prats-de-Mollo-la-Preste.

## Géographie
Le pla Guillem est situé à l'extrémité occidentale du massif du Canigou. Il forme un élargissement sur la crête qui lie la crête des Sept Hommes (Canigou, dont il est séparé par le coll dels Bocacers) au roc Colom, via la collada del Vent puis les esquerdes de Rotjà.

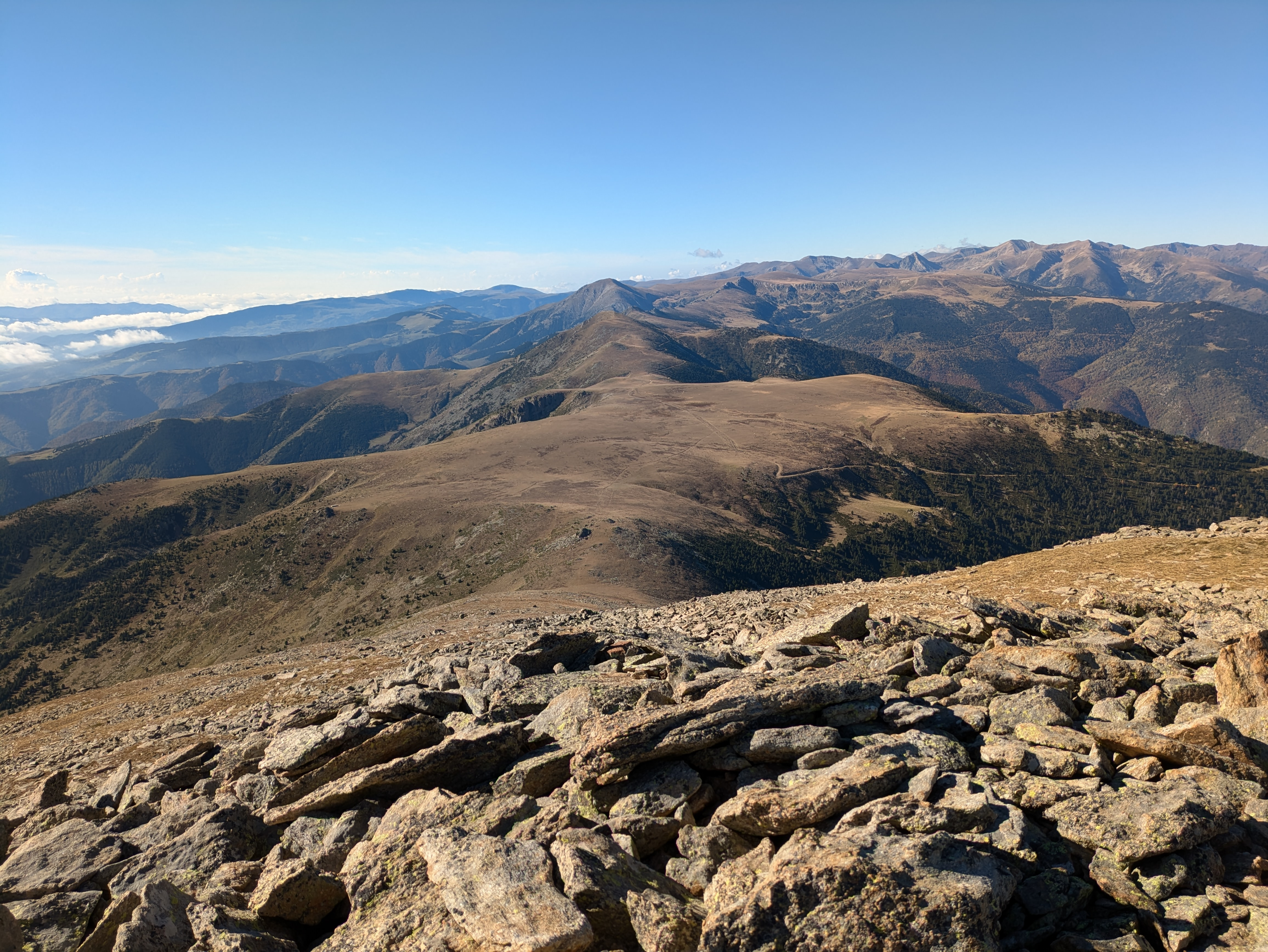
Pla Guillem vu depuis la crête des Sept Hommes.
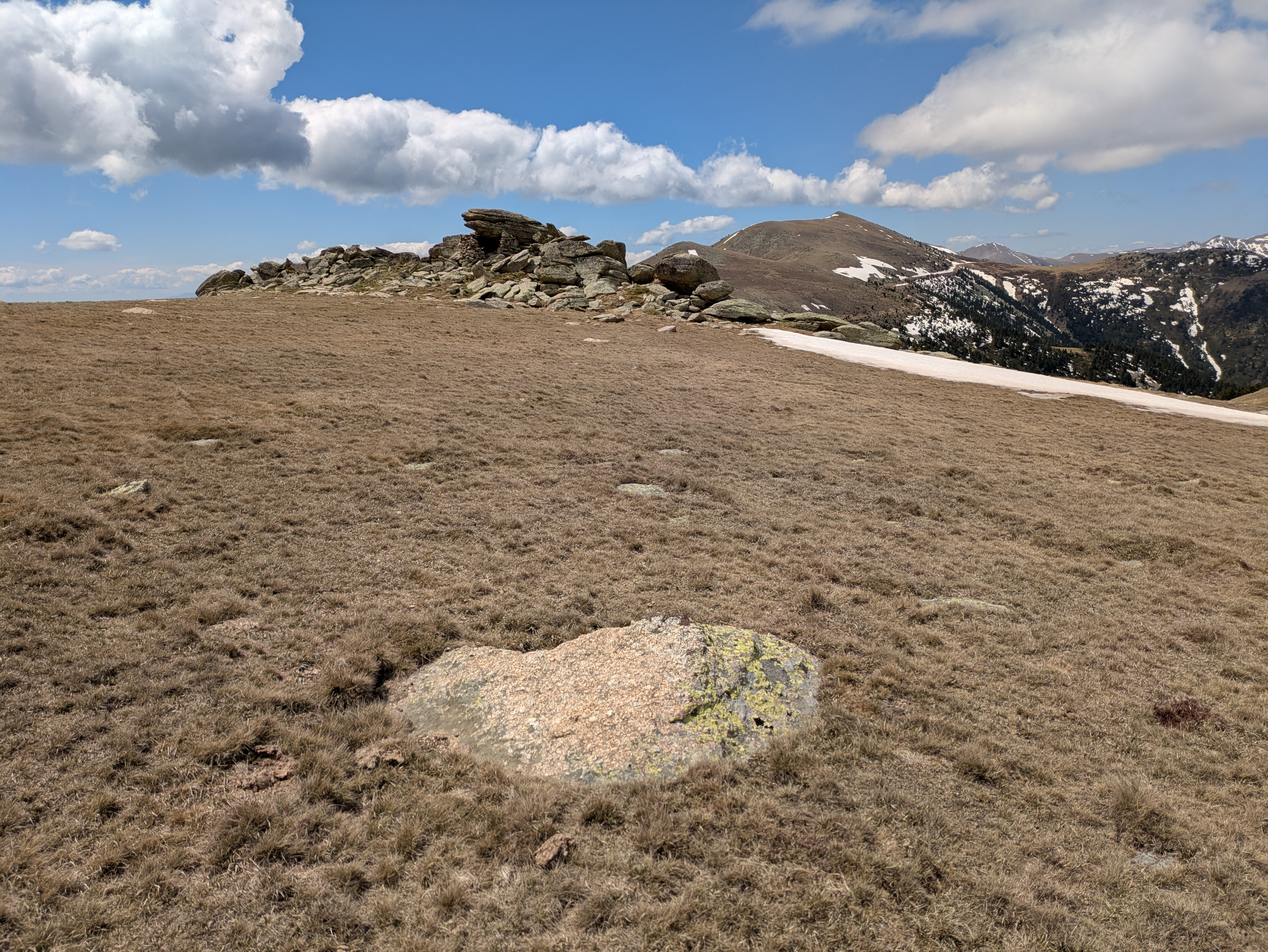
Pla Guillem repose en grande partie sur un « gneiss œillé grossier », granite métamorphisé d'âge ordovicien[2]. Il apparaît en surface dans ce tor, sur le bord ouest du plateau.
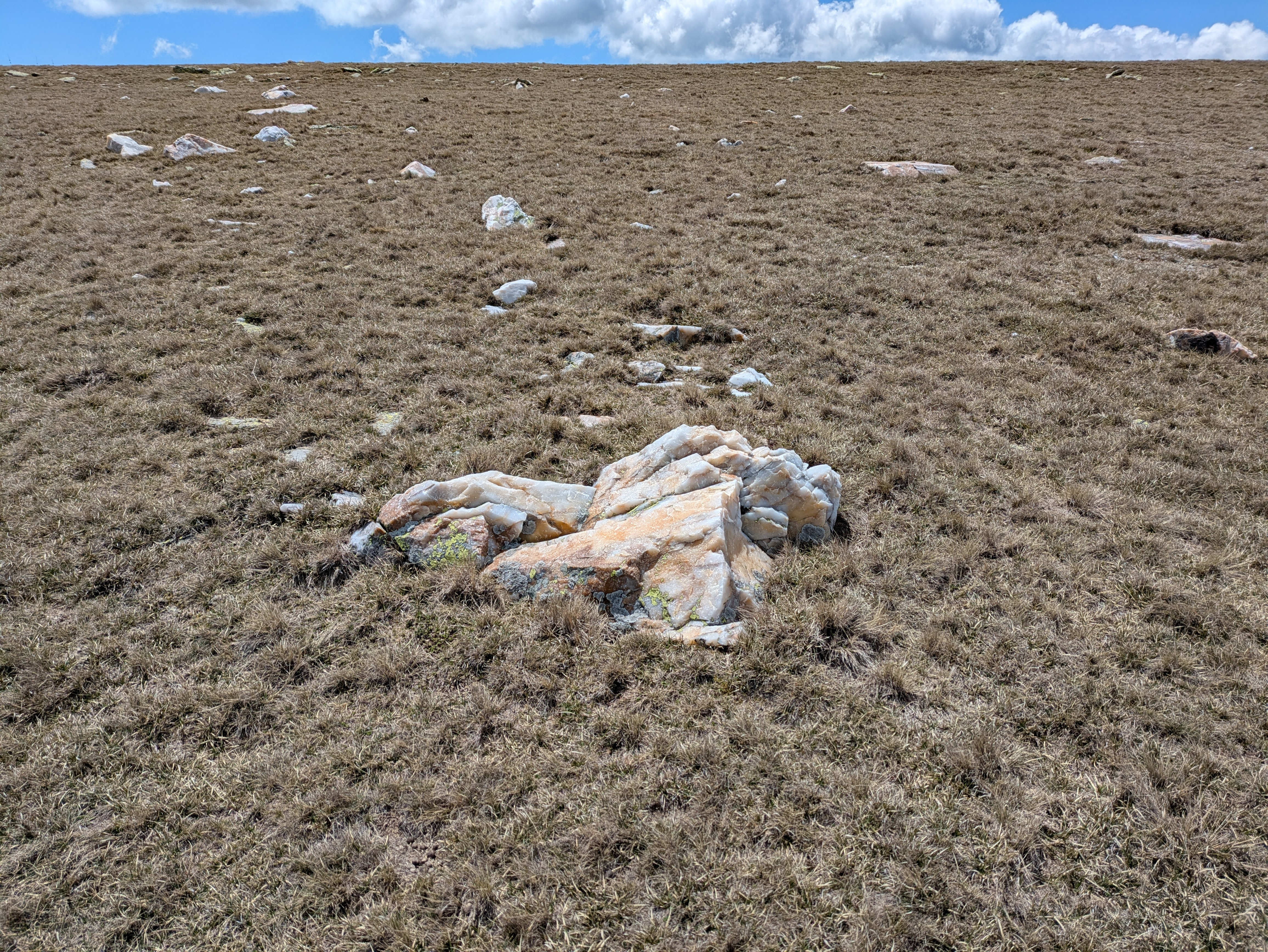
Le quartz apparaît également à la surface à certains endroits.

Dans Le Guide en Roussillon (1842), Dominique-Marie-Joseph Henry le décrit ainsi : 

« Le Pla-Guillem est comme un gradin immense au pied des hautes régions du Canigou dont la cime et les pics escarpés le dominent au nord, pendant qu'au midi une suite de montagnes, qui dans leur ensemble forment la tête de la ligne de partage des eaux entre les deux grandes vallées du Roussillon, rattachent cette montagne à la crête générale des Pyrénées dont Costabona est le point culminant dans cette direction. Sur le Pla-Guillem, que le caractère de la végétation qui le couvre fait estimer de 1 850 à 1 900 mètres de hauteur au-dessus du niveau de la mer, le pied du voyageur foule un gazon épais et serré, d'où le botaniste voit sortir çà et là le trèfle des montagnes, que la douce saveur de sa racine fait nommer vulgairement reglisse des montagnes; il y trouve la renoncule des Pyrénées et la gentiane des Alpes aux corolles azurées ; dans les parties récemment abandonnées par les neiges il distingue de jolies androsaces et un séneçon à feuilles blanches et veloutées ; enfin au pied des rocs il peut cueillir le silené sans tige et d'élégantes saxifrages. »

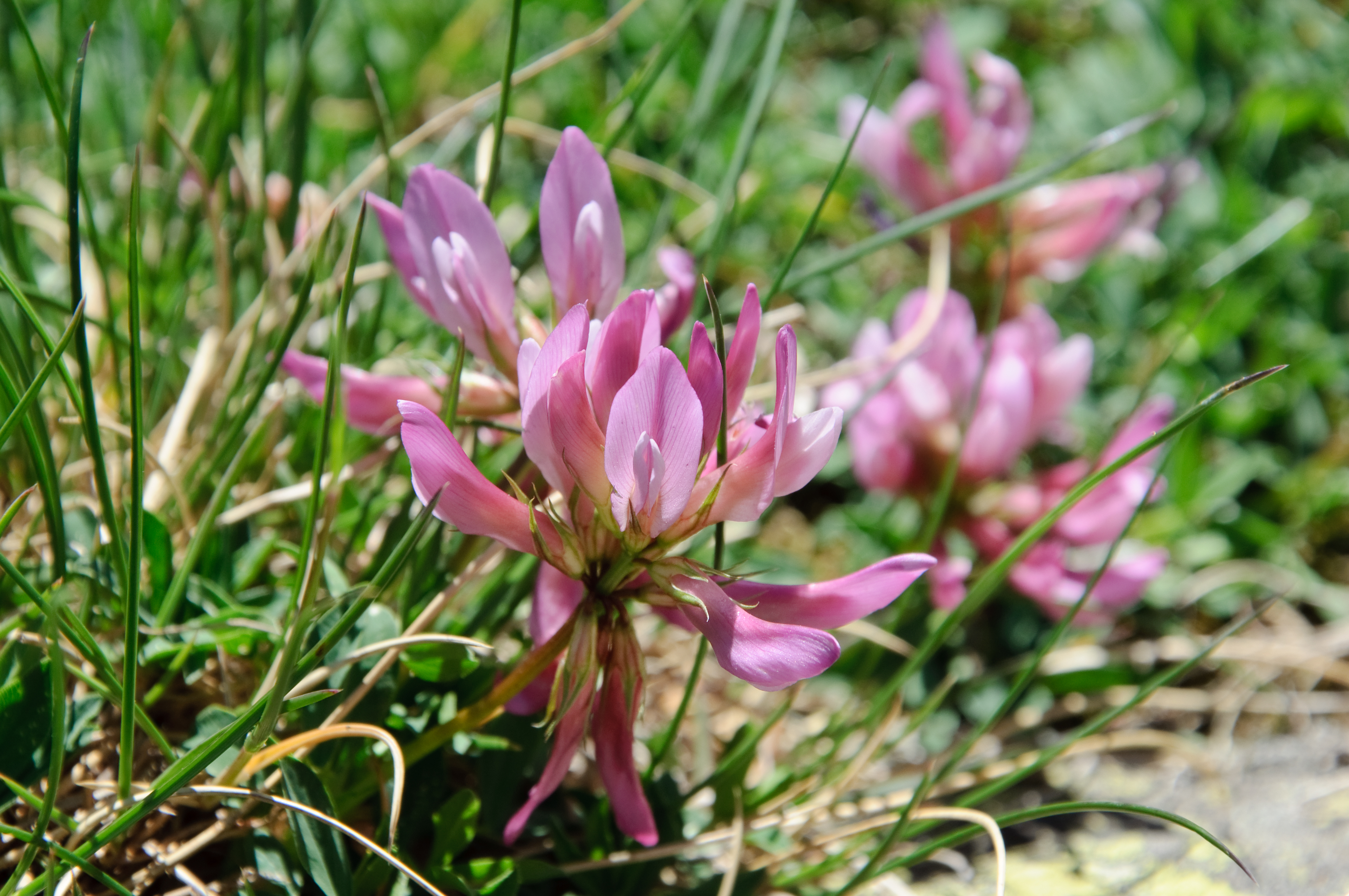
Trifolium alpinum, ou trèfle des montagnes.
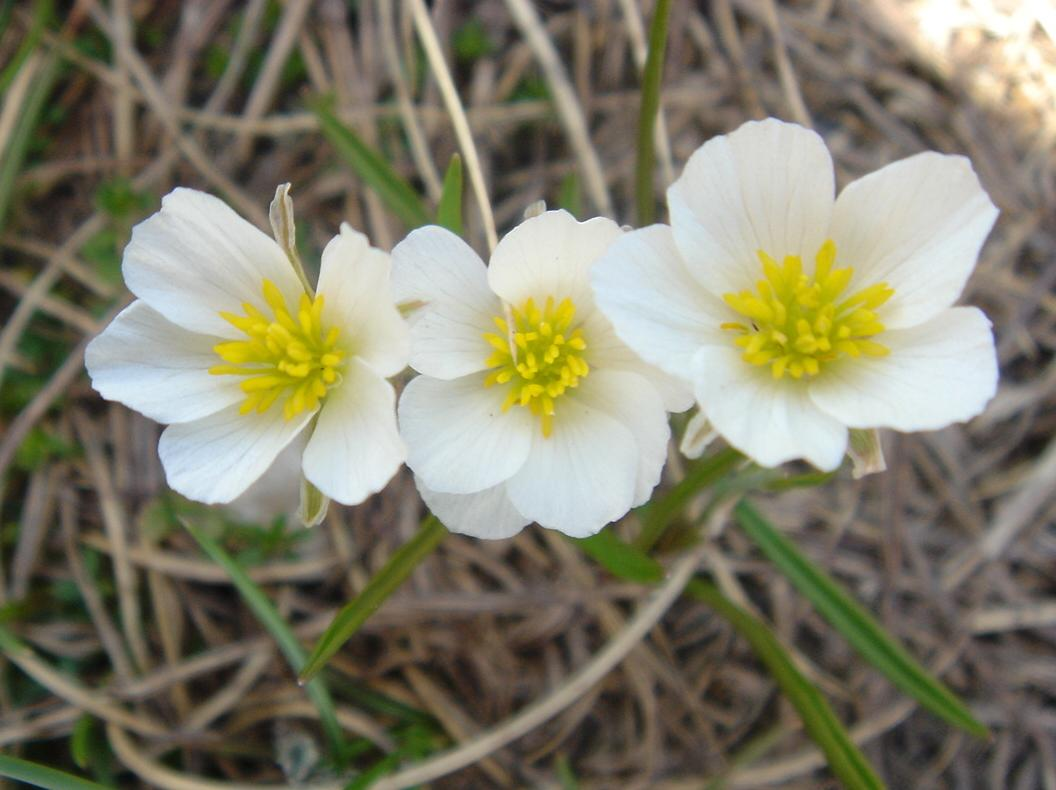
Renoncule des Pyrénées.
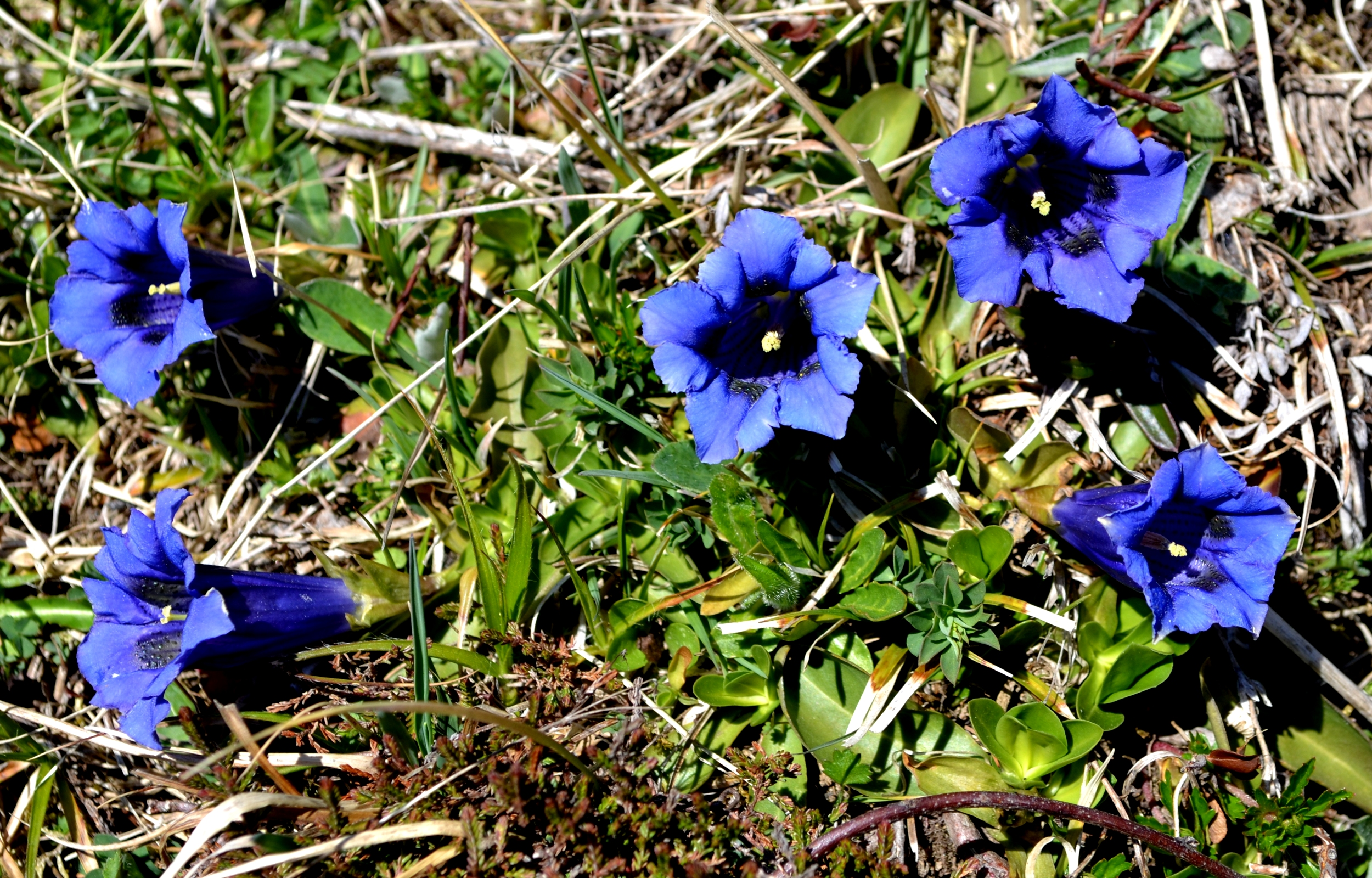
Gentiane des Alpes.
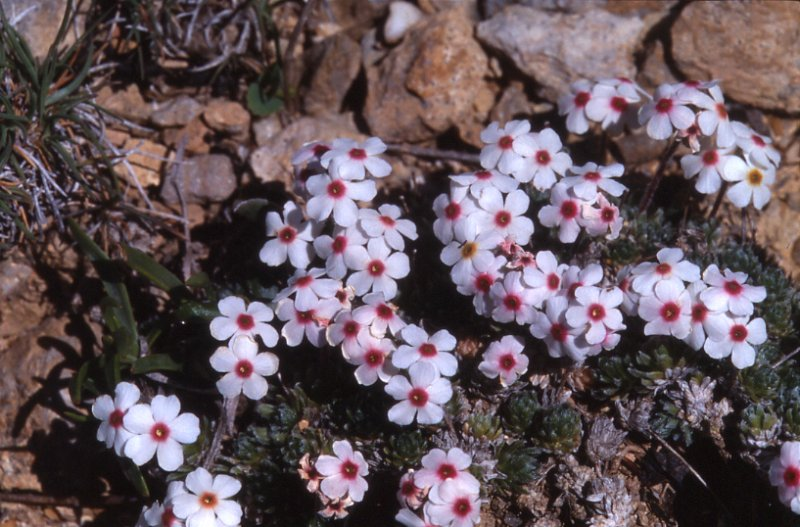
Androsace villosa.
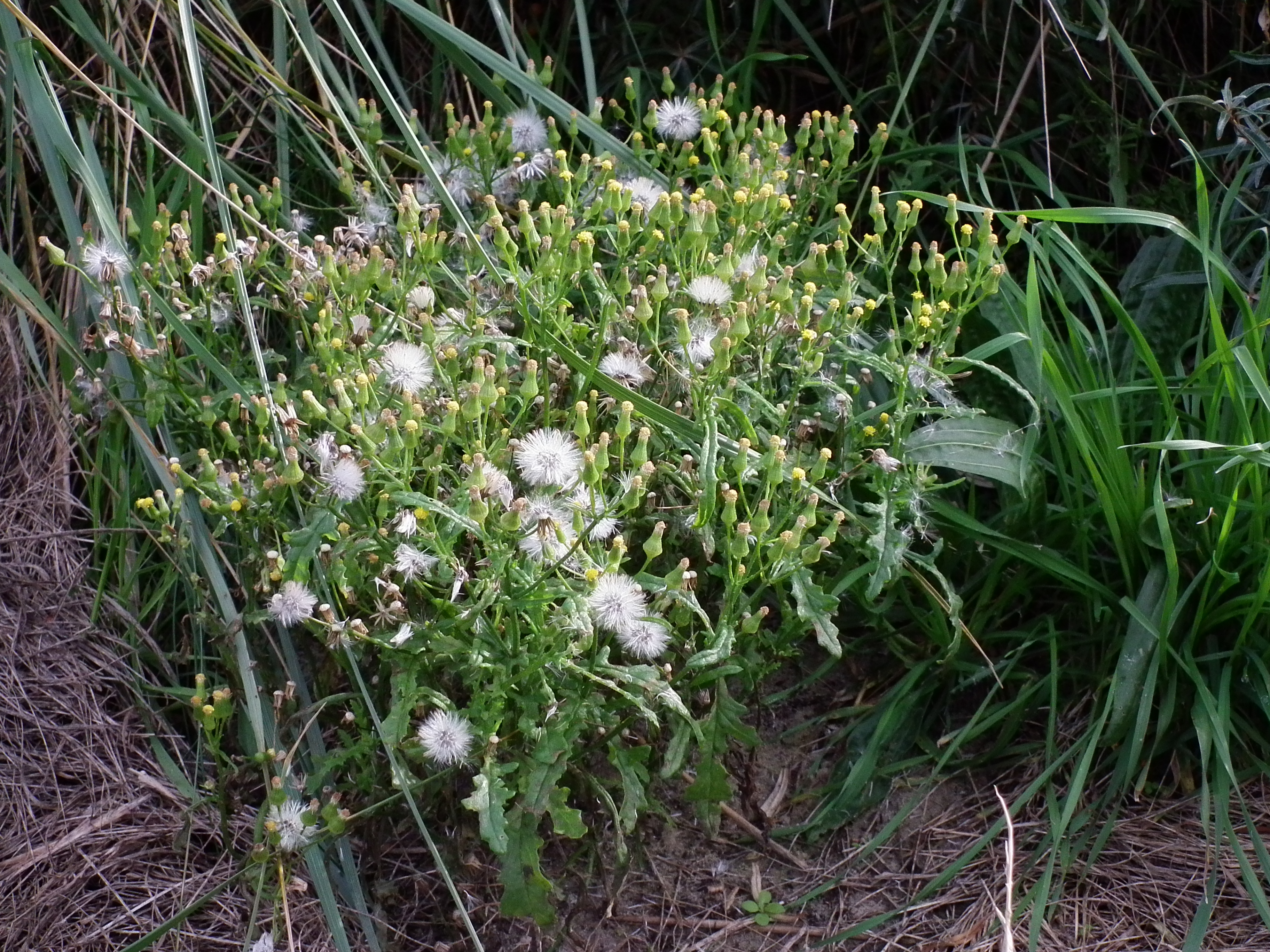
Séneçon des forêts.
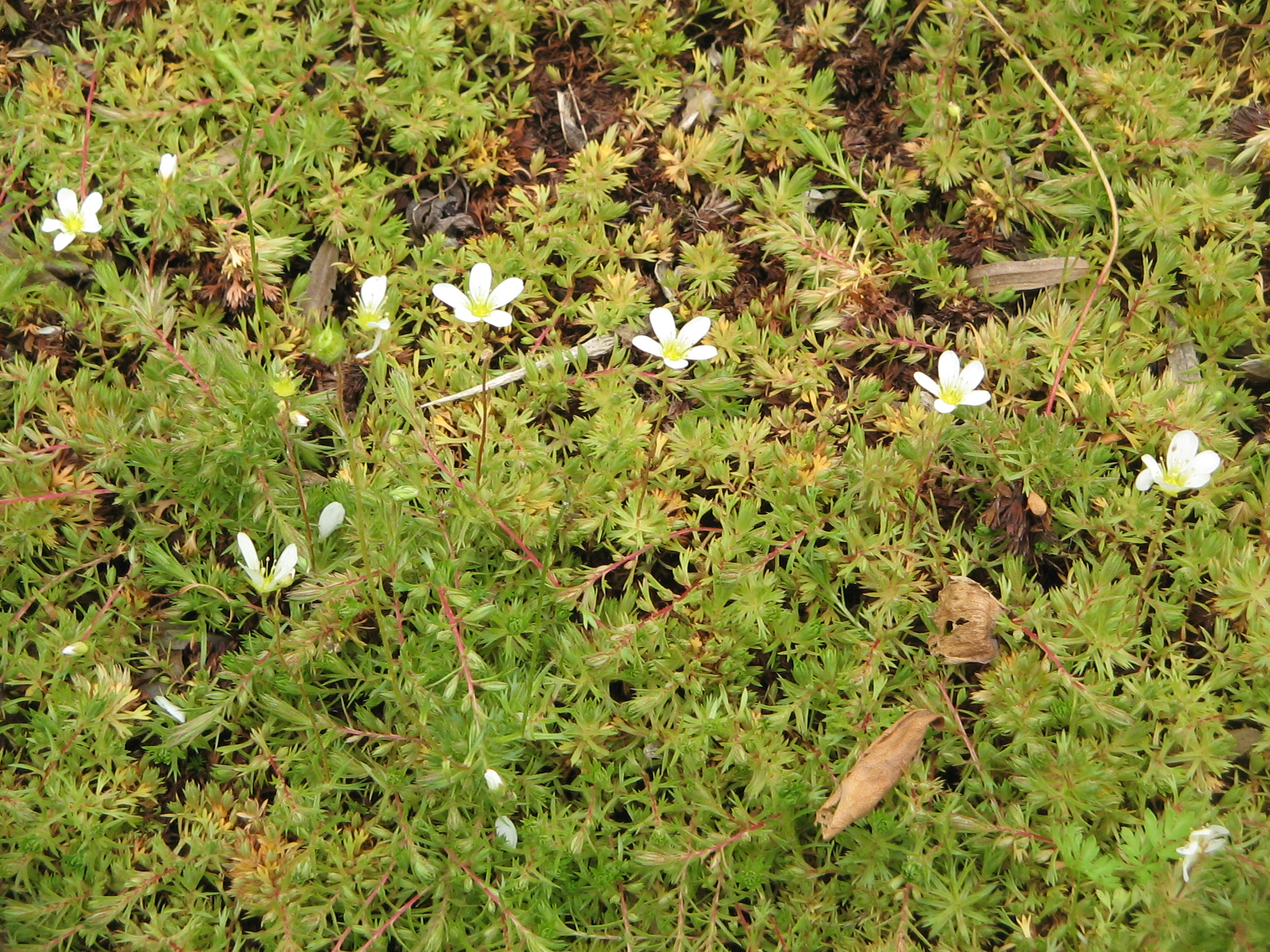
Saxifrage.

Pour Louis Companyo, dans son Histoire naturelle du département des Pyrénées-Orientales (1861), 

« Le vaste plateau du Pla Guillem est d'une étendue d'environ 9 000 mètres de longueur sur autant de largeur. Son altitude est de 2 000 mètres ; il offre le tableau le plus frais, le plus ravissant et le plus varié ; on y jouit d'une vue magnifique ; jamais l'aspérité et la nudité du sol n'y vient attrister les yeux ; il est entièrement couvert d'une immense pelouse verte. »

En fait, contrairement à cette citation de Louis Companyo, le plateau ne dépasse pas 1 500 m de long pour 600 m de large.

## Histoire
Le refuge du Pla Guillem est construit au début du XXe siècle par la société des touristes du Haut-Vallespir.

## Écologie
Le lichen rare Peltigera lepidophora se trouve sur le pla Guillem.

## Activités
Le pla Guillem est l'un des deux points d'accès principaux vers les sommets du massif du Canigou. Il est accessible à pied par un sentier de randonnée faisant partie de trois itinéraires balisés : la Ronde du Canigou et le Tour du Canigou et le Tour des réserves naturelles. Son accès facile en véhicule tout-terrain a entraîné une dégradation du milieu naturel à partir de la fin du XXe siècle qui a nécessité une réhabilitation du site. Il est encore menacé par les activités sportives de vélo tout-terrain et de motos. Ces dégradations font partie des raisons qui ont motivé le classement du site du massif du Canigou.